# Geschwister (1975)
Geschwister ist ein im Auftrag des Fernsehens der DDR von der DEFA produzierter Fernsehfilm des Regisseurs Wolfgang Hübner aus dem Jahr 1975. Marijam Agischewa spielt die Hauptrolle in dieser Geschichte um Geschwister, die zueinanderfinden müssen. Für die zur Drehzeit 16-jährige stellt der Film ihr Debüt dar. 
Die Geschichte beruht auf einem Buch von Gisela Richter-Rostalski.

## Handlung
Ilona und Ekkehard Wille, deren Mutter Hella als Zugbegleiterin arbeitet, hätten gern, dass sie und Herbert Lohner, mit dem sie eng befreundet ist, heiraten. Herbert ist Lokführer und hat einen kleinen Sohn, der allerdings nicht bei ihm lebt. Da er demnächst schulpflichtig wird, ist zu überlegen, wo er eingeschult wird. Hella vertritt die Meinung, dass man erst einmal sehen müsse, ob die Kinder sich überhaupt verstehen. Denn eine Familie, in der das nicht der Fall sei, habe keine Zukunft. So beschließt sie, dass ihre Kinder die Sommerferien in Wesendorf an der Ostsee verbringen, wo der kleine Andreas bei dem älteren Ehepaar Hansen lebt, um so zu sehen, ob die Kinder miteinander harmonieren.
Anfangs reagiert Andreas etwas scheu und zurückhaltend auf seine zukünftigen Geschwister, fasst jedoch zunehmend Vertrauen zu ihnen. Ekkehards Versuche, dem Kleinen Schwimmen beizubringen scheitern aber erst einmal. Für Ilona und Ekkehard ist es zudem ungewohnt, ihre Interessen zurückzustellen, und sich um Andreas zu kümmern. So sitzt der Kleine dann auch ganz allein am Strand, als Herbert Lohner überraschend zu einer Stippvisite vorbeischaut. Ekkehard spielt lieber mit den größeren Kindern Ball und Ilona trifft sich mit Siegfried, einem Freund, der ebenfalls Urlaub an der Ostsee macht. 
Als Ekkehard in eine gefährliche Situation gerät, als sich sein Fuß im Wasser in einem Netz verfängt, läuft Andreas zu Ilona, um Hilfe zu holen. Das Mädchen kann seinen Bruder aus der riskanten Situation befreien. Als zwei kleine Katzen getötet werden sollen, setzt sich Ekkehard für sie ein und findet ein neues Zuhause für die Tiere, was dem neuen kleinen Bruder sehr imponiert. Als Gegenleistung möchte Ekkehard, dass Andreas einen zweiten Versuch unternimmt, Schwimmen zu lernen.
Der Zusammenhalt der drei wird immer wieder auf die Probe gestellt und geht nicht ohne Schwierigkeiten vonstatten. Als es Ilona und Ekkehard eines Abends ziemlich schlecht geht, läuft Andreas allein zum Doktor, um Hilfe zu holen. Der Arzt stellt die Diagnose „Sonnenstich“. Seine Bemerkung, dass jemand, der so tapfer allein durch den Wald laufe, um Hilfe zu holen, auch keine Angst vor Wasser haben müsse, bringt den Kleinen dazu, es ganz allein mit dem Schwimmen zu versuchen. Als Ekkehard seine Sachen am Strand findet, glaubt er, Andreas sei ertrunken und bricht zusammen. Andreas, der sich wegen der stark schäumenden See in die Dünen zurückgezogen hatte, findet ihn weinend am Strand. Erleichtert und glücklich schließen Ekkehard und die hinzukommende Ilona den kleinen Bruder in ihre Arme. Sie haben die Bewährungsprobe bestanden und sind zu Geschwistern zusammengewachsen. In Berlin werden sie von ihren freudestrahlenden Eltern schon erwartet.

## Produktion, Veröffentlichung
Premiere hatte der Familienfilm, der mit der Devise „Ein Pfiffikus erzieht sich seine Geschwister“ beworben wurde, am 28. Dezember 1975 im 1. Programm des Fernsehens der DDR. Am 3. Oktober 1995 wurde er im Programm des MDR gezeigt.
Der Film wurde am 10. März 2017 von der Edel Germany GmbH auf DVD herausgegeben.

## Kritik
Das Lexikon des internationalen Films bestätigte der Verfilmung, dass sie „in amüsanter Weise“ die ungewöhnliche Bewährungsprobe, die die Eltern ihren Kindern auferlegen, schildere.